# ایرلند نو (جزیره)
ایرلند نو (انگلیسی: New Ireland) یک جزیره متعلق به کشور پاپوآ گینه نو است.
این جزیره که جزئی از استان ایرلند نو محسوب می‌شود دارای ۳۶۰ کیلومتر طول، ۱۰ کیلومتر عرض، ۷٬۴۰۴ کیلومتر مربع مساحت و ۱۱۸٬۳۵۰ نفر جمعیت در سال ۲۰۰۲ بوده است.